# Port lotniczy Bakel
Port lotniczy Bakel (IATA: BXE, ICAO: GOTB) – port lotniczy położony w Bakel, w Senegalu.